# Sing "Yesterday" for Me
Sing "Yesterday" for Me (яп. イエスタデイをうたって иэсутадэи во утаттэ, «Спой мне „YESTERDAY“») — японская манга автора Кэй Томэ, выходившая с 1997 года в журнале Business Jump, а позже в Grand Jump издательства Shueisha, вплоть до своего завершения в 2015 году. Всего было выпущено 11 томов.
История была адаптирована в виде аниме студией Doga Kobo, что начало трансляцию 4 апреля 2020 года.

## Сюжет
После колледжа Рикуо Уодзуми, юноша без особых амбиций, устраивается на работу в круглосуточный магазин. Дни Рикуо проходят без происшествий, пока он не встречает свою бывшую девушку и одноклассницу.

## Персонажи
Рикуо Уодзуми (яп. 魚住 陸生 Уодзуми Рикуо) — выпускник университета, увлекающийся фотографиями. Работает неполный рабочий день в магазине. Испытывает чувства к Синако ещё со времен университета. У него отсутствуют какие-либо грандиозные планы. Рикуо может служить отражением целого поколения — людей, однажды закончивших учёбу и пытающихся понять, что же теперь дальше делать в жизни.
Сэйю: Тикахиро Кобояси
Хару Нонака (яп. 野中 晴 Нонака Хару) — эксцентричная девушка, работающая в MILK HALL. Она довольно часто перед работой забегает в магазин, где работает Рикуо.
Сэйю: Юмэ Миямото
Синако Мориномэ (яп. 森ノ目 榀子 Мориномэ Синако) — подруга Рикуо ещё с университета. Теперь работает учителем в школе.
Сэйю: Кана Ханадзава

## Медиа

### Манга
В 1997 году начала издаваться в сэйнэн-журнале Business Jump издательства Shueisha, а в ноябре 2011 года перешла в журнал Grand Jump того же издательства, где и издавалась до своего окончания в июне 2015 года. Была выпущена в виде 11 танкобонов.
Ваншот, рассказывающий о судьбе Хару и Рикуо после событий манги, вышел в Grand Jump 1 апреля 2020 года, а 17 апреля был выпущен сборник коротких историй, включающий данный ваншот, Yesterday o Utatte afterword.

### Аниме
По мотивам манги в 2017 году был анонсирован аниме-сериал. Производством занимается аниме-студия Doga Kobo под контролем режиссёра Ёсиюки Фудзивара, продюсер DMM.futureworks. За сценарий отвечает Дзин Танака, дизайнер персонажей — Дзюнъитиро Танигути. Премьера сериала состоялась 4 апреля 2020 года.

## Критика
Произведение можно считать слишком обычным и депрессивным, особенно из-за героя, постоянно жалующегося, что у него нет целей в жизни. В то же время оно очень хорошо описывает личные проблемы героев. Оно отлично поймало тот период в жизни героев, когда молодые люди пытаются найти свое место в жизни и начинают понимать, насколько важны отношения с окружающими. Рикуо может служить отражением целого поколения — людей, однажды закончивших учёбу и пытающихся понять, что же теперь дальше делать в жизни.
Критики Anime News Network посчитали аниме одной из лучших премьер весеннего сезона 2020 года, уступившей только второму сезону Kaguya-sama: Love is War.

## Примечание
1. 1 2 3 4  Carlo Santos. RIGHT TURN ONLY!! Rivers of Babylon (англ.). Anime News Network (7 мая 2013). Дата обращения: 11 июня 2020. Архивировано 26 января 2021 года.
2. ↑  Rafael Antonio Pineda. Sing 'Yesterday' for Me Manga Gets Special Chapter on April 1 (англ.). Anime News Network (18 марта 2020). Дата обращения: 11 июня 2020. Архивировано 1 апреля 2020 года.
3. ↑  Sing 'Yesterday' for Me Anime Reveals Staff, Visual, Spring 2020 Debut. Anime News Network (19 ноября 2019). Дата обращения: 19 ноября 2019. Архивировано 8 декабря 2019 года.
4. ↑  The Spring 2020 Anime Preview Guide Sing "Yesterday" For Me (англ.). Anime News Network (4 апреля 2020). Дата обращения: 11 июня 2020. Архивировано 20 июня 2020 года.
5. 1 2  Lynzee Loveridge, Jacki Jing. Our 5 Favorite Spring 2020 Anime Premieres (англ.). Anime News Network (19 апреля 2020). Дата обращения: 11 июня 2020. Архивировано 13 мая 2020 года.